# خدنگ پاسیاه
خدنگ پاسیاه (نام علمی: Bdeogale nigripes) نام یک گونه از سرده پاسیاه‌ها است.